# Силва Кошта, Эйтор да
Эйтор да Силва Кошта (порт. Heitor da Silva Costa; 25 июля 1873, Рио-де-Жанейро — 21 апреля 1947, Рио-де-Жанейро) — бразильский инженер-строитель и архитектор.

## Жизнь и творчество
С молодых лет атеист по своим убеждениям, Э. де Силва Кошта в зрелом возрасте осознанно принял католицизм как свою религию. В 1922 году он выигрывает конкурс проектов по созданию гигантский статуи Христа-Искупителя, объявленный католической церковью в 1921 году и приуроченный к столетию создания независимого Бразильского государства (с 1822 года). Памятник этот должен был быть воздвигнут на горе Корковаду в тогдашней столице страны Рио-де-Жанейро.
Возведение монумента Христу-Искупителю финансировалось из специального фонда добровольных пожертвований. Строительство началось в 1926 году. Э. да Силва Кошта рассчитал и воздвиг восьмиметровое основание и железобетонные конструкции для 30-метровой статуи. Гипсовые модели, послужившие для создания головы и рук Христа, были сделаны французским скульптором Полем Ландовски (1875—1961) в его мастерской в Булонь-Бийанкуре близ Парижа. Облицовку статуи из керамической мозаики выполнил художник Карлос Освальд.
Статуя Христа-Искупителя, созданная по проекту Э. да Силва Кошта, является самой крупной в мире скульптурой в стиле ар-деко. Её вес, вместе с основанием составляет 1145 тонн. Её возведение на горе Корковадо (выс. 710 метров), а также декоративное оформление представляло для строительной техники I половины XX века сложнейшую задачу и заняло 5 лет. Статуя была освящена 12 октября 1931 года в день святой-защитницы Бразилии, Носса Сеньора Апаресида. С 1973 года она объявлена памятником, находящимся под защитой государства.

## Дополнения
- «Христу-Искупителю исполняется 75» на Brasilienfreunde.net (недоступная ссылка)